# Калянник Іван Іванович
Іва́н Іва́нович Каля́нник (справжнє прізвище — Калянников) (* 12 березня 1911, с. Дятьково Брянської області —† 15 липня 1937, Київ) — український письменник, поет і перекладач доби Розстріляного відродження. Жертва сталінського терору.

## Життєпис
Іван Іванович Калянник (Калянников) народився 12 березня 1911 року в с. Дятьково (тепер райцентр Брянської обл.) в сім'ї службовця.
Коли хлопцеві минуло 11 років, родина переїхала до Харкова. Тут він здобув середню освіту.
Після закінчення профшколи став працювати розмітником на Харківському паровозобудівному заводі.

## Творча діяльність
Іван Калянник був активним членом заводської літературної студії, друкував статті та вірші в багатотиражній газеті «Харківський паровозник», у рукописному журналі «Новий цех».
Спершу писав російською мовою, друкуючись у газеті «Брянский рабочий», журналах «Огонек» і «Красная новь». 1930 року стрівся з Павлом Тичиною, який порадив для українських робітників писати їхньою рідною мовою. Поет-початківець змінив прізвище, а невдовзі в харківській періодиці почали з'являтися його твори українською мовою, які одразу ж привернули увагу читачів і літературної критики.
|  | Перші статті про Івана Калянника, — згадував пізніше Микола Нагнибіда, — були сповнені надією і пророцтвом — в українську поезію йшов обдарований і самобутній поет. |

1931 року Іван Калянник вступив до Харківського технікуму сходознавства та східних мов. На практику їздив до Таджикистану, звідки привозив нові цикли віршів, які опісля ставали книгами. По закінченні навчання багато подорожував.
Калянник належав до літературного угруповання «Пролеткульт», був членом СП СРСР.

## Репресії
Співробітник Харківського обласного управління НКВС Замков розглянув матеріали, які ніби свідчили про те, що Іван Калянник «був учасником контрреволюційної фашистської терористичної організації, яка мала мету боротися з Радянською владою», і ухвалив тримати його «під вартою в спецкорпусі № 1», аби він «не зміг ховатися від суду і слідства», його заарештували 4 листопада 1936 року в Харкові.
На допитах, які вів слідчий Лисицький, Калянник не визнавав за собою ніякої вини, хоча термін утримування його за ґратами подовжували п'ять разів. 13 квітня 1937 року його перевели в спецкорпус Київської тюрми, де «вправно» змусили визнати свою належність до контрреволюційної організації.
На закритому судовому засіданні 14 липня 1937 року Військова колегія Верховного Суду РСР засудила письменника до найвищої міри покарання — розстрілу. Вирок виконано 15 липня 1937 року.
По смерті Сталіна, на додатковому розслідуванні справи Івана Калинника позитивні характеристики йому дали Сергій Борзенко, Терень Масенко, Микола Нагнибіда.
|  | Іван Калянник, — підкреслив С. Борзенко, — був прекрасним поетом, а найголовніше — справжньою радянською людиною. |

Військова колегія Верховного Суду СРСР 21 січня 1958 року скасувала вирок щодо поета і справу припинила через відсутність складу злочину.
Іван Калянник був реабілітований посмертно.

## Твори
- «Бригадир» [Архівовано 8 серпня 2020 у Wayback Machine.] (1931)
- «Риси обличчя» [Архівовано 8 серпня 2020 у Wayback Machine.] (1931)
- «Струм» [Архівовано 8 серпня 2020 у Wayback Machine.] (1931)
- «Висока путь» (1932)
- «Поезії» (1932)
- «Майдан» (1934) [Архівовано 23 вересня 2020 у Wayback Machine.]
- «Східні новели» [Архівовано 8 серпня 2020 у Wayback Machine.] (1934)
- «Товариш Карий» [Архівовано 8 серпня 2020 у Wayback Machine.] (1934)
- «Гордість» (1936)
- «Дорога на Схід» (1939)
- «Поезії» (1959)
- «Робочий ранок» (1962)
- «Вибране» (1962)
- «Поезії» (1967)